# Championnat de la Barbade de football 2014
Navigation
Saison précédente Saison suivante
La saison 2014 du Championnat de la Barbade de football est la quarante-septième édition de la Premier League, le championnat national à la Barbade. Les dix équipes engagées sont regroupées au sein d'une poule unique où elles s'affrontent à deux reprises. En fin de saison, les deux derniers du classement sont relégués et remplacés par les deux meilleures formations de Division 1.
C'est le club de Barbados Defence Force SC, tenant du titre, qui remporte à nouveau la compétition cette saison après avoir terminé en tête du classement final, avec deux points d'avance sur Brittons Hill FC et cinq sur Pride of Gall Hill FC. Il s’agit du quatrième titre de champion de la Barbade de l'histoire du club.

## Les clubs participants
- Dayrells Road FC
- Notre Dame SC
- Silver Sands - Promu de Division 1
- Pride of Gall Hill FC
- Barbados Defence Force SC
- Paradise Football Club
- Brittons Hill FC
- Cosmos FC
- Weymouth Wales FC
- Pinelands SC - Promu de Division 1

## Compétition
Le barème de points servant à établir le classement se décompose ainsi :
- Victoire : 3 points
- Match nul : 1 point
- Défaite : 0 point

### Classement
| Rang | Équipe                     | Pts | J  | G  | N | P  | Bp | Bc | Diff |
| ---- | -------------------------- | --- | -- | -- | - | -- | -- | -- | ---- |
| 1    | Barbados Defence Force SCT | 41  | 18 | 13 | 2 | 3  | 54 | 21 | +33  |
| 2    | Brittons Hill FC           | 39  | 18 | 12 | 3 | 3  | 40 | 7  | +33  |
| 3    | Pride of Gall Hill FC      | 36  | 18 | 11 | 3 | 4  | 33 | 20 | +13  |
| 4    | Weymouth Wales FCC         | 32  | 18 | 10 | 2 | 6  | 31 | 21 | +10  |
| 5    | Paradise Football Club     | 27  | 18 | 9  | 0 | 9  | 30 | 30 | 0    |
| 6    | Notre Dame SC              | 27  | 18 | 8  | 3 | 7  | 26 | 26 | 0    |
| 7    | Pinelands SCP              | 23  | 18 | 7  | 2 | 9  | 40 | 37 | +3   |
| 8    | Silver SandsP              | 16  | 18 | 5  | 1 | 12 | 21 | 45 | -24  |
| 9    | Cosmos FC                  | 11  | 18 | 2  | 5 | 11 | 12 | 29 | -17  |
| 10   | Dayrells Road FC           | 6   | 18 | 1  | 3 | 14 | 11 | 62 | -51  |

|  | Champion de la Barbade 2014                                                         |
|  | Relégation en Division 1                                                            |
|  | T : Tenant du titre C : Vainqueur de la Coupe de la Barbade P : Promu de Division 1 |

## Bilan de la saison
| Championnat de la Barbade de football 2014      |                                      |
| Champion                                        | Barbados Defence Force SC (4e titre) |
| Coupes et trophées                              |                                      |
| Vainqueur de la Coupe de la Barbade 2014        | Weymouth Wales FC                    |
| Qualifications continentales                    |                                      |
| CFU Club Championship 2015                      | Aucun                                |
| Promotions et relégations                       |                                      |
| Promus en Championnat de la Barbade de football | Rendezvous FC                        |
| Promus en Championnat de la Barbade de football | University of the West Indies FC     |
| Relégués en Division 1                          | Cosmos FC                            |
| Relégués en Division 1                          | Dayrells Road FC                     |